# Universitatea Oxford
Universitatea Oxford, în limba engleză University of Oxford, este cea mai veche universitate din lumea anglofonă, fiind localizată în orașul Oxford din Anglia, Regatul Unit al Marii Britanii și al Irlandei de Nord. Deși o dată precisă nu poate fi determinată, datarea în timp poate să meargă înapoi către secolul al 11-lea, dar cu siguranță anul 1167 poate fi privit ca un an esențial în creșterea sa spectaculoasă, întrucât este anul când Henric al II-lea al Angliei, în încercarea sa de a impulsiona educația superioară din Anglia, le-a interzis studenților englezi să studieze în străinătate, dar în special la Paris.
Recent, în 2009, University of Oxford s-a clasat pe un foarte onorant loc 4 între universitățile din întreaga lume în clasamentul realizat în The Times Higher Education Supplement, iar în topul „Times Higher Education” pentru 2015, este considerată a treia universitate din lume.

## Universitatea și colegiile
Cea mai veche instituție de învățământ superior din Regatul Unit și din lumea anglofonă, este reprezentată de federația a 39 de colegii independente, ce au conducerile, statutul și corpul profesoral separate.Colegiile sunt instituții independente financiar, în timp ce universitatile sunt finanțate din fondurile statului. Studenții tuturor colegiilor au dreptul de a utiliza laboratoarele, muzeele și bibliotecile, aparținând universităților. La Oxford învață aproximativ 17 mii de studenți. Majoritatea clădirilor universitare sunt amplasate în centrul orașului, într-o zonă relativ restrânsă.

### Colegii universitare și anul fondării lor
- University College (1249)
- Balliol (1263)
- Merton (1264)
- New College (1379)
- Magdalen (1458)

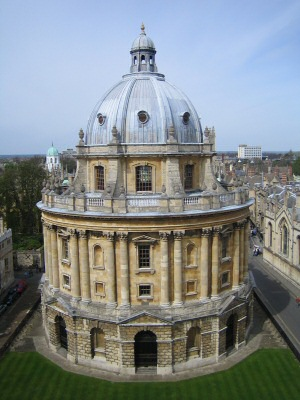
Biblioteca Bodleiană

Pe lângă colegii și universitate mai funcționează șapte fundații religioase (Permanent Private Halls).

### Permanent Private Halls și anul fondării lor
- Blackfriars	(1221, refondată în 1921)
- Campion Hall	(1896)
- Regent's Park College	(1752, mutată la Oxford în 1927)
- St Stephen's House	(1876, PPH din 2003)
- Wycliffe Hall	(1877)

Majoritatea specializărilor de învățământ durează 3 ani. Studiile de filozofie durează 4 ani, iar cele de medicină 6 ani. Există o multitudine de titluri ce sunt conferite la finalizarea studiilor, acest lucru depinzând de specializarea urmată, precum și de tipul studiilor (universitare, masterale sau doctorale). Ca o diferență față de alte universități, la terminarea studiilor de doctorat se acordă titlul DPhil (Doctor in Philosphy), și nu PhD (Philosophy Doctor).